# Brodavis
Brodavis is een geslacht van uitgestorven hesperornithiforme zoetwatervogels, bekend uit het Laat-Krijt (mogelijk Campanien en Maastrichtien) van het huidige Noord-Amerika en Azië. Het werd voor het eerst beschreven en benoemd in 2012 door Larry D. Martin, Evgeny N. Kurochkin en Tim T. Tokaryk en toegewezen aan de nieuwe monogenerieke familie Brodavidae. 
De geslachtsnaam eert de belangrijke paleo-ornitholoog Pierce Brodkorb en verbindt een afkorting van zijn naam met een Latijn avis, 'vogel'.
Vier soorten werden beschreven en geplaatst in Brodavis:
- De typesoort Brodavis americanus is bekend van het holotype linkermiddenvoetsbeentje RSM P 2315.1, dat werd verzameld in de Frenchman-formatie uit het Maastrichtien van Canada. De soortaanduiding verwijst naar de herkomst uit Amerika.
- Brodavis baileyi is bekend van het holotype linkermiddenvoetsbeentje UNSM 50665, dat werd verzameld in de Hell Creek-formatie uit het Maastrichtien van South Dakota, Verenigde Staten (gedateerd tussen 66,8 en 66 miljoen jaar geleden). De soortaanduiding eert Bruce Bailey als ontdekker.
- Brodavis mongoliensis is bekend van het holotype, linkermiddenvoetsbeentje PIN 4491-8, dat werd verzameld in de Nemegtformatie uit het Maastrichtien van Mongolië waarnaar de soortaanduiding verwijst.
- Brodavis varneri werd oorspronkelijk benoemd in 2007 als een tweede soort van Baptornis door James Martin en Amanda Cordes-Person. Het is gebaseerd op het holotype, linkertarsometatarsus SDSM 68430 dat werd verzameld in de Sharon Springs-formatie uit het Campanien, de onderste Pierre Shale in het zuidwesten van South Dakota (gedateerd tussen 81,5 en 80,5 miljoen jaar geleden). Baptornis varneri kan een vierde soort van Brodavis vertegenwoordigen of tot een apart geslacht behoren.

Brodavis werd in 2012 gezien als het eerste zoetwatervoorkomen, en het jongste voorkomen überhaupt, van de orde Hesperornithiformes. Hoewel hesperornithiformen waarschijnlijk hun vliegvermogen verloren tegen het einde van het Vroeg-Krijt, duidt de slechts minieme pachyostose, botwandverdikking, bij Brodavis, normaliter een aanpassing aan een duikende levenswijze, desondanks op de mogelijkheid van het behoud van een zeker vermogen tot vliegen.